# Liste von Rheinhäfen
Einen Rheinhafen besitzen verschiedene Orte entlang des Rheins. Der derzeit umschlagsstärkste deutsche Rheinhafen befindet sich mit einem Gesamtumschlag von 44,4 Mio. t (2009) in Duisburg.

## Hochrhein
Oberhalb von Rheinfelden ist der Rhein aufgrund von fehlenden Schleusenbauwerken an den Rheinkraftwerken für die Großschifffahrt nicht durchgehend schiffbar, jedoch bestehen dort Bootschleppen für Kleinfahrzeuge. Abschnittsweise findet dort auch eine Personenschifffahrt statt. Für den Abschnitt von Rheinkilometer 0,0  bis 149 in Basel siehe die Liste der Anlegestellen am Hochrhein.

## Oberrhein
Die Häfen entlang des Oberrheines von Rheinkilometer 149 bis 530 sind stromabwärts sortiert. Auch die Lagebezeichnung lrh = linksrheinisch und rrh = rechtsrheinisch bezieht sich auf die Richtung stromabwärts.
| Rhein-km         | Stadt               | Hafen                           | Lage        |
| ---------------- | ------------------- | ------------------------------- | ----------- |
| 149              | Rheinfelden (Baden) | Rheinhafen Rheinfelden          | rrh         |
| 159–163, 169–170 | Basel               | Schweizerische Rheinhäfen       | lrh und rrh |
| 170–173          | Weil am Rhein       | Rheinhafen Weil am Rhein        | rrh         |
| 170–173          | Huningue            | Ports de Mulhouse-Rhin          | lrh         |
| 195–196          | Ottmarsheim         | Ports de Mulhouse-Rhin          | lrh         |
| 225–226          | Volgelsheim         | Port Rhénan Colmar Neuf-Brisach | lrh         |
| 226              | Breisach            | Rheinhafen Breisach             | rrh         |
| 288              | Straßburg           | Port Autonome de Strasbourg     | lrh         |
| 297              | Kehl                | Häfen Kehl                      | rrh         |
| 359              | Karlsruhe           | Rheinhäfen Karlsruhe            | rrh         |
| 365,77           | Wörth am Rhein      | Hafen Wörth                     | lrh         |
| 385,35           | Germersheim         | Rheinhafen Germersheim          | lrh         |
| 399              | Speyer              | Häfen Speyer                    | lrh         |
| 421,4            | Ludwigshafen        | Hafen Ludwigshafen am Rhein     | lrh         |
| 417–427          | Mannheim            | Hafen Mannheim                  | rrh         |
| 443              | Worms               | Hafen Worms                     | lrh         |
| 461–466          | Gernsheim           | Häfen Gernsheim                 | rrh         |
| 500              | Mainz               | Zoll- und Binnenhafen Mainz     | lrh         |
| 506              | Wiesbaden           | Schiersteiner Hafen             | rrh         |

## Mittelrhein
Die Häfen entlang des Mittelrheines von Stromkilometer 530 bis 660 sind stromabwärts sortiert.
| Rhein-km    | Stadt            | Hafen                 | Lage | Anmerkungen                                                                |
| ----------- | ---------------- | --------------------- | ---- | -------------------------------------------------------------------------- |
| 537         | Trechtingshausen | Ladestelle            | lrh  | Verladestelle für den Steinbruch Sooneck                                   |
| 539         | Lorch            | Lorch                 | rrh  | Anlegestellen für Fähre und Personenschifffahrt, mehrere Wassersportclubs  |
| 546         | Kaub             | Kaub                  | rrh  | Anlegestellen für Fähren und Personenschifffahrt                           |
| 549,7       | Oberwesel        | Hafen Oberwesel       | lrh  | Hafenbecken u. a. für WSA Rhein                                            |
| 555,3       | St. Goarshausen  | Schutzhafen           | rrh  | wenig genutzt                                                              |
| 557         | St. Goar         | Bauhafen              | lrh  |                                                                            |
| 559         | Fellen           | Hafen Am Hunt         | lrh  | Sportboothafen                                                             |
| 570,5       | Boppard          | Boppard               | lrh  | Anlegestellen für Fähre und Personenschifffahrt                            |
| 578,4       | Spay             | Ladestelle            | lrh  | Verladestelle der Firma Schottel (Schiffsantriebe)                         |
| 582,3       | Rhens            | Ladestelle            | lrh  | Verladestelle des Rhenser Mineralbrunnens                                  |
| 584,7–587,7 | Lahnstein        | Hafen Lahnstein       | rrh  | Hafenbecken an der Lahnmündung und Stromhafen (Verladestelle am Rheinufer) |
| 590         | Koblenz          | Rheinlache            | lrh  | Marina in einem alten Rheinarm                                             |
| 591,4       | Koblenz          | Hafen Ehrenbreitstein | rrh  | Sportboothafen                                                             |
| 595,7       | Vallendar        | Ladestelle            | rrh  | Verladestelle und mehrere Schiffsanleger                                   |
| 596,5       | Koblenz          | Rheinhafen Koblenz    | lrh  | Hafenbecken im Ortsteil Koblenz-Wallersheim                                |
| 599,7       | Bendorf          | Rheinhafen Bendorf    | rrh  | Stromhafen                                                                 |
| 605,5       | Neuwied          | Pionierhafen          | rrh  | Hafenbecken mit Marina                                                     |
| 606,6       | Weißenthurm      | Verladestelle         | lrh  | im Rheinarm links der Insel Weißenturmer Werth                             |
| 606,7       | Neuwied          | Verladestellen        | rrh  | im Rheinarm rechts der Insel Weißenturmer Werth, u. a. Fa. Dyckerhoff      |
| 610,2       | Neuwied          | Hammergraben          | rrh  | Verladestelle, Zufahrt über die Mündung der Wied                           |
| 612         | Andernach        | Rheinhafen Andernach  | lrh  | Hafenbecken und Anlegestellen für die Personenschifffahrt                  |
| 621,6       | Brohl-Lützing    | Hafen                 | lrh  | durch schmale Mole vom Rhein getrenntes Hafenbecken                        |
| 629,9       | Linz am Rhein    | Linz                  | lrh  | Anlegestellen für Fähre und Personenschifffahrt                            |
| 633,8       | Remagen          | Remagen               | lrh  | Anlegestellen für Fähre und Personenschifffahrt                            |
| 639,1       | Oberwinter       | Hafen                 | lrh  | durch schmale Mole vom Rhein getrenntes Hafenbecken mit Marina             |
| 641,8       | Bad Honnef       | Grafenwerth           | rrh  | Marina in einem alten Rheinarm                                             |
| 645,3       | Königswinter     | Königswinter          | rrh  | Anlegestellen für Fähre und Personenschifffahrt                            |
| 654,2–655,1 | Bonn             | Bonn                  | lrh  | Anlegestellen für Fähre und Personenschifffahrt                            |
| 658         | Bonn             | Hafen Bonn            | lrh  | Containerhafen                                                             |

## Niederrhein
Die Häfen entlang des Niederrheines von Stromkilometer 660 bis zur Mündung sind stromabwärts sortiert.
| Rhein-km    | Stadt                       | Hafen                                                                    |
| ----------- | --------------------------- | ------------------------------------------------------------------------ |
| 671,9       | Köln                        | Godorfer Hafen,                                                          |
| 687,3       | Köln                        | Deutzer Hafen                                                            |
| 691,5       | Köln                        | Mülheimer Hafen                                                          |
| 695,8       | Köln                        | Hafen Niehl I                                                            |
| 699,1       | Köln                        | Hafen Niehl II                                                           |
| 699,2–700,5 | Leverkusen                  | Hafen Bayer Leverkusen                                                   |
| 710         | Dormagen                    |                                                                          |
| 740         | Neuss                       | Neusser Hafen                                                            |
| 743         | Düsseldorf                  | Hafen (Düsseldorf)                                                       |
| 762–766     | Krefeld                     | Rheinhafen Krefeld                                                       |
| 770–781     | Duisburg-Ruhrort            | Duisburg-Ruhrorter Häfen                                                 |
| 773,6       | Duisburg-Rheinhausen        | Krupp-Hafen Rheinhausen                                                  |
| 778,1       | Duisburg-Rheinhausen        | Rheinhafen Diergardt-Mevissen                                            |
|             | Duisburg-Homberg & -Ruhrort | Eisenbahnhäfen des Trajekts Ruhrort–Homberg                              |
| 781,1       | Duisburg-Homberg            | Rheinpreußen-Hafen                                                       |
| 790         | Duisburg-Marxloh/Schwelgern | Hafen Schwelgern (Industriehafen, zum ThyssenKrupp-Stahlwerk Schwelgern) |
| 791         | Duisburg-Walsum             | Südhafen Walsum                                                          |
| 793         | Duisburg-Walsum             | Nordhafen Walsum                                                         |
| 794         | Rheinberg                   | Hafen Orsoy                                                              |
| 815         | Wesel                       | Städtischer Rheinhafen Wesel                                             |
| 851         | Emmerich am Rhein           | Hafen Emmerich                                                           |
| 883–885     | Nimwegen                    |                                                                          |
| 970–974     | Dordrecht                   |                                                                          |
| 999–1030    | Rotterdam                   | Hafen Rotterdam                                                          |